# 深绿楼梯草
深绿楼梯草（学名：Elatostema atroviride）为荨麻科楼梯草属的植物，是中国的特有植物。分布在中国大陆的广西等地，生长于海拔230米至450米的地区，一般生长在石灰山林中，目前尚未由人工引种栽培。

## 异名
- Elatostema atroviride W. T. Wang var. lobulatum W. T. Wang
- Elatostema papilionaceum W. T. Wang